# Becky Gulsvig
Becky Gulsvig (née le 25 août 1982  à Moorhead (Minnesota), Dakota du Nord) est une actrice et chanteuse américaine,

## Biographie
Elle est née en août 1982 au Minnesota. Ses parents sont Kristofer (comptable) et Patricia (professeur) Gulsvig, d'origine de Norvège.
Elle a appris la danse et le chant au 'Moorhead High School'. Elle a obtenu son premier rôle à Broadway dans Peter Pan.
Elle est mariée à Tyler Fisher, ils se sont rencontrés lors d'une croisière.

## Filmographie
- 2007 : Submissions Only
- 2009 : The Bonnie Hunt Show
- 2011 : Legally Blonde: The Musical

## Théâtre
- Bullets Over Broadway Original Broadway Production, 2014, Olive Neal
- Les Miserables Vero Beach, FL (Regional) Riverside Theatre, 2013, Eponine
- Legally Blonde the Musical US Tour, 2008–2010, Elle Woods
- Legally Blonde the Musical Original Broadway Production, 2007: Leilani, Ensemble, Elle Woods (Understudy), Margot (Understudy),Serena (Understudy)
- Broadway Close Up, David Zippel, Merkin Concert Hall, New York City, September 25, 2006[1]
- Princesses New York, Reading, 2004, Binky[2]
- Baby New York, Reading, 2003, Ginger Rogers/Studio Sister [3]
- Grease Milburn, NJ (Regional), Paper Mill Playhouse, 2003, Patty Simcox[4]
- Hairspray Original Broadway Production, 2002:Amber Von Tussle (Understudy and Replacement), Lou Ann (Replacement), Amber Von Tussle (Replacement)
- Baby Case Arden Theatre Company, Philadelphie, October 2001-November 2001, Ensemble[5]